# Màrmara (novel·la)
La novel·la Màrmara va ser escrita per Maria de la Pau Janer i va rebre el premi Sant Joan l'any 1993. Es va publicar a Barcelona un any després per Edicions 62. Ha sigut traduït a l'alemany per Axel Schönberger.
És una novel·la que tracta sobre la recreació del mite de la bella i la bèstia. Una noia jove, Clàudia, arriba a Mallorca per organitzar-hi una exposició. Coneix un artesà, més aviat lleig i ja gran, que ha creat una peça d'orfebreria meravellosa: un anell amb propietats màgiques que només posseirà la dona que ell escollirà. La trobada entre la bella i la bèstia –entre la bellesa i la saviesa– crearà la màgia de l'amor. Un amor estrany i difícil que no sap com fer camí.
En una entrevista per Lluís Banda, l'autora explica que el títol de la novel·la fa referència al mar de Màrmara, una mar entre la Mediterrània i la mar Negra que separa les parts europea i asiàtica de Turquia. Respecte a la pregunta de quin sentit adquireix aquest nom la novel·la Maria de la Pau Janer diu que és una paraula que per ella és més important la forma que el concepte. I com que a la novel·la hi ha símbols màgics, la paraula també és màgica i li va semblar perfecta per a la novel·la. Màrmara és una de les novel·les més destacades de Maria de la Pau Janer i representativa de la narrativa catalana, absolutament contemporània.